# Rodolfo IV de Hachberg-Sausenberg
Rodolfo IV de Hachberg-Sausenberg (castillo de Rötteln, Baden, Alemania, 1426 o 1427-ib., 12 de abril de 1487) fue margrave de Hachberg-Sausenberg desde 1441 y conde de Neuchâtel desde 1447.
Era hijo del margrave Guillermo de Hachberg-Sausenberg y su esposa Isabel de Montfort-Bregenz. En 1441, el padre de Rodolfo abdicó en favor de Rodolfo y su hermano Hugo. Puesto que ambos eran menores de edad, su tío, el conde Juan de Friburgo-Neuchâtel, asumió el gobierno como su tutor. Hugo murió en 1444.

## Matrimonio y descendencia
Rodolfo se casó con Margarita de Vienne. Aportó al matrimonio el castillo de Sainte Croix en Bresse y otras propiedades en Borgoña. Tuvieron al menos dos hijos: un niño, Felipe y una hija, Catalina.

## La construcción
Rodolfo IV amplió el castillo de Badenweiler y el de Rötteln. Al segundo, añadió la puerta baja en el bailío exterior. Entre 1479 y 1482, reconstruyó la iglesia de la ciudad en Schopfheim, que se había quemado. Hay trazas de sus actividades de construcción en la iglesia del monasterio en Weitenau y en las iglesias de Rötteln y Egringen.

## La expansión del país
El 8 de septiembre de 1444, el conde Juan de Friburgo-Neuchâtel entregó el distrito de Badenweiler, inclusive el castillo de Badenweiler, a sus sobrinos Rodolfo IV y HUgo. Los distritos de Badenweiler, Rötteln y Hachberg-Sausenberg formaron entonces una zona casi contigua Markgräflerland, al norte de Basilea y al sur de Friburgo.
El conde Juan de Friburgo-Neuchâtel y su esposa María de Chalon tuvieron seis hijos, pero todos murieron en la infancia.. En 1447, Juan transfirió a Rodolfo el condado de Neuchâtel, incluyendo su castillo. A la muerte de Juan (19 de febrero de 1458), Rodolfo heredó más posesiones en el Condado Libre de Borgoña.

## El diplomático
En 1451 y 1452, Rodolfo acompañó al rey Federico III en su viaje a Roma para ser coronado. En 1454, el duque Felipe el Bueno le visitó en el castillo de Rötteln. En 1458, fue nombrado consejero y chambelán en la corte del duque de Borgoña. Era una figura familiar, donde se le conocía como el Marquis de Rothelin.
En 1467, el duque Carlos el Temerario de Borgoña lo nombró gobernador de Luxemburgo. En 1468, medió en una disputa entre el duque Segismundo de Austria-Tirol y la Antigua Confederación Suiza.

### Intento de salvaguardar sus posesiones en Baden
Rodolfo era consciente de que su posición como vasallo del Imperio, por un lado, y sus intereses borgoñones, por otro, podía llevarle a una situación peligrosa. Para que la familia pudiera mantener sus posesiones en Baden, estuvo negociando con el margrave Carlos I de Baden y su hijo Alberto. Poco antes de la muerte de Rodolfo, el nieto de Carlos I, Felipe I, un hijo de Cristóbal I, permaneció en la corte de Rodolfo durante un tiempo. La negociación no alcanzó su final en vida de Rodolfo, pero el hijo de Rodolfo, Felipe, reanudó las negociaciones con Cristóbal I y llegaron a un acuerdo en 1490.